# Domaradz (Subkarpaten)
Domaradz is een dorp in het Poolse woiwodschap Subkarpaten, in het district Brzozowski. De plaats maakt deel uit van de gemeente Domaradz en telt 3100 inwoners.